# Лаптев, Дмитрий Яковлевич
Дми́трий Я́ковлевич Ла́птев (1701, дер. Болотово, Псковская губерния — 20 [31] января 1771, там же) — русский полярный исследователь, путешественник, мореплаватель.

## Биография
Выходец из мелкопоместных дворян Великолукского уезда Псковской губернии. Двоюродный брат Харитона Лаптева.
Поступил на службу гардемарином и 2 марта 1721 года был произведён в мичманы. Через четыре года он уже командовал шнявою «Фаворитка» и ходил на ней в чине унтер-лейтенанта по Финскому заливу. В 1727 году Лаптев получил в командование фрегат «Святой Яков», а в 1727 году командовал пакетботом между Кронштадтом и Любеком.
Знакомство с северными водами Лаптев получил летом 1730 года, неся службу под командованием капитана Барша на фрегате «Россия» в Ледовитом океане у берегов России. 19 марта 1731 года он произведён в лейтенанты, а в 1733 году, при общем переименовании флотских чинов, получил звание лейтенанта майорского ранга.
В 1731 году он был назначен в «Великую Северную экспедицию», имевшую своей целью обследовать впервые и нанести на карту громадное пространство северного побережья России, простирающееся на 130° долготы и от 64,°5 до 77,°5 северной широты и кроме того, Охотское море и Камчатку, причём попутно было положено начало исследованию всех внутренних областей Сибири.
Назначенный в экспедицию с самого начала Д. Лаптев сперва не имел определённого дела, но в 1736 году получил прямое назначение заменить лейтенанта Лассиниуса, работавшего с отрядом по описи берегов к востоку от устья реки Лены.
Весною 1736 года Д. Лаптев выступил из Якутска, 25 июня был у Быковского мыса в дельте Лены и отсюда сухим путём, из за льдов, проехал в Хариулах, где зимовал бот и 29 на нём пошёл в Ледовитый океан. Приняв у Быковского мыса людей и запасы, он пошёл к северо-востоку; под 73°16' северной широты были встречены сплошные льды и Лаптев, зная по слухам, что проход вдоль берега кругом мыса Святой Нос закрыт льдом, решил вернуться в реку и с 6 сентября поставил бот на зимовку.
Летом следующего года Д. Лаптев поехал с отчётом в Петербург и здесь получил приказание продолжить опись берега к востоку от реки Лены до устья реки Колымы, а оттуда, смотря по обстоятельствам — или самому съездить за судном в Камчатку, или, послав за ним, дожидаться его в устье реки Анадырь и стараться обогнуть мыс Дежнёва на обратном пути.
27 июня 1739 года он дошёл до начала дельты Лены и 5 июля через Быковскую протоку вышел в океан. Продвигаясь медленно из-за льдов, к востоку, он 11 августа был у устья Яны, а 14 обогнул мыс Святой Нос в 72°50' северной широты, производя всё время съёмку берега, подошёл к реке Индигирке, посылал к берегу людей для отыскания фарватера, причём, за пропажей первой шлюпки, вторую сделали из обручей и парусины. 31 августа установилось сообщение с берегом через береговой лёд, на протяжении 14 вёрст охвативший берег. 22 сентября все были уже на берегу; часть экспедиции обследовала по льду дельту реки Индигирки и берег океана от Алазеи до Колымы, реку Ану, а сам Д. Лаптев обследовал реку Хрому.
В течение зимовки из расспросов Дмитрий Лаптев убедился, что местные условия движения льдов у берегов не позволят летом заняться описью с моря берегов к востоку, тем более, что зимовать на Анадыре среди воинственных чукчей было почти невозможно, достать же судно из Камчатки нельзя было потому, что сам Беринг ещё не появился туда. Донеся обо всём этом в Петербург, Лаптев получил в июне 1740 года от Адмиралтейств-коллегии приказание продолжать опись берегов по его усмотрению и обойти Чукотский Нос. С большим трудом удалось 31 июля выйти в море, 4 августа были уже у реки Колымы, промеряв устье которой, Лаптев пошёл к востоку по узкому каналу между льдами и обрывистым берегом; дойдя до Баранова камня вынуждены были воротить обратно, так как льды совершенно подошли к берегу, и зимовал у Нижнеколымска. Осенью описали верховья реки Колымы, и осмотрели дорогу на реку Анадырь до Анадырска и подготовили там лес для постройки судна.
Летом 1741 года ещё раз пытался обойти морем Баранов камень, и, хотя лето было очень тёплое, всё таки выполнить этот план не удалось. Построив за зиму две шлюпки, Д. Лаптев с 24 человеками команды на них 29 июня выступил в путь, 25 июля дошёл до места поворота на зимовку в 1740 году; несмотря на все усилия до 6 августа не могли добиться никакого успеха и 10 возвратились на место зимовки.
Отсюда 27 октября на 45 нартах, на собаках, поехал в Анадырский острог, куда прибыл 17 ноября. Зимою же часть его партии занялась съёмкой берега моря до реки Пенжины, а весною начал строить шлюпки и в лето 1742 года с 9 июня до 3 августа произвёл на них опись реки Анадыри до устья, по окончании которой вернулся в Нижнеколымск к своему боту и отсюда уже, через Якутск отправился в Петербург, куда и приехал в декабре 1742 года.
Экспедиция эта произвела одну из самых громадных, по количеству и важности добытых материалов, работ в истории полярных исследований; в течение 10 лет, посреди ужасных трудностей, описано было громадное протяжение береговой полосы вдоль северных окраин России начиная от Канина Носа при входе в Белое море до реки Колымы на восток.
Произведённый ещё в конце 1739 года в капитаны, по очереди, Лаптев по возвращении продолжал служить во флоте, командовал разными судами: в 1750 году — кораблём «Святой Иоанн Златоуст»; в 1751 году — кораблём «Святой Иоанн Златоуст второй»; в 1756 году — кораблём «Святой Николай», все в Балтийском море).
5 мая 1757 года произведён в контр-адмиралы и командовал в начале кронштадтской эскадрой. 30 января 1762 года уволен в отставку с чином вице-адмирала и пенсией.

## Память

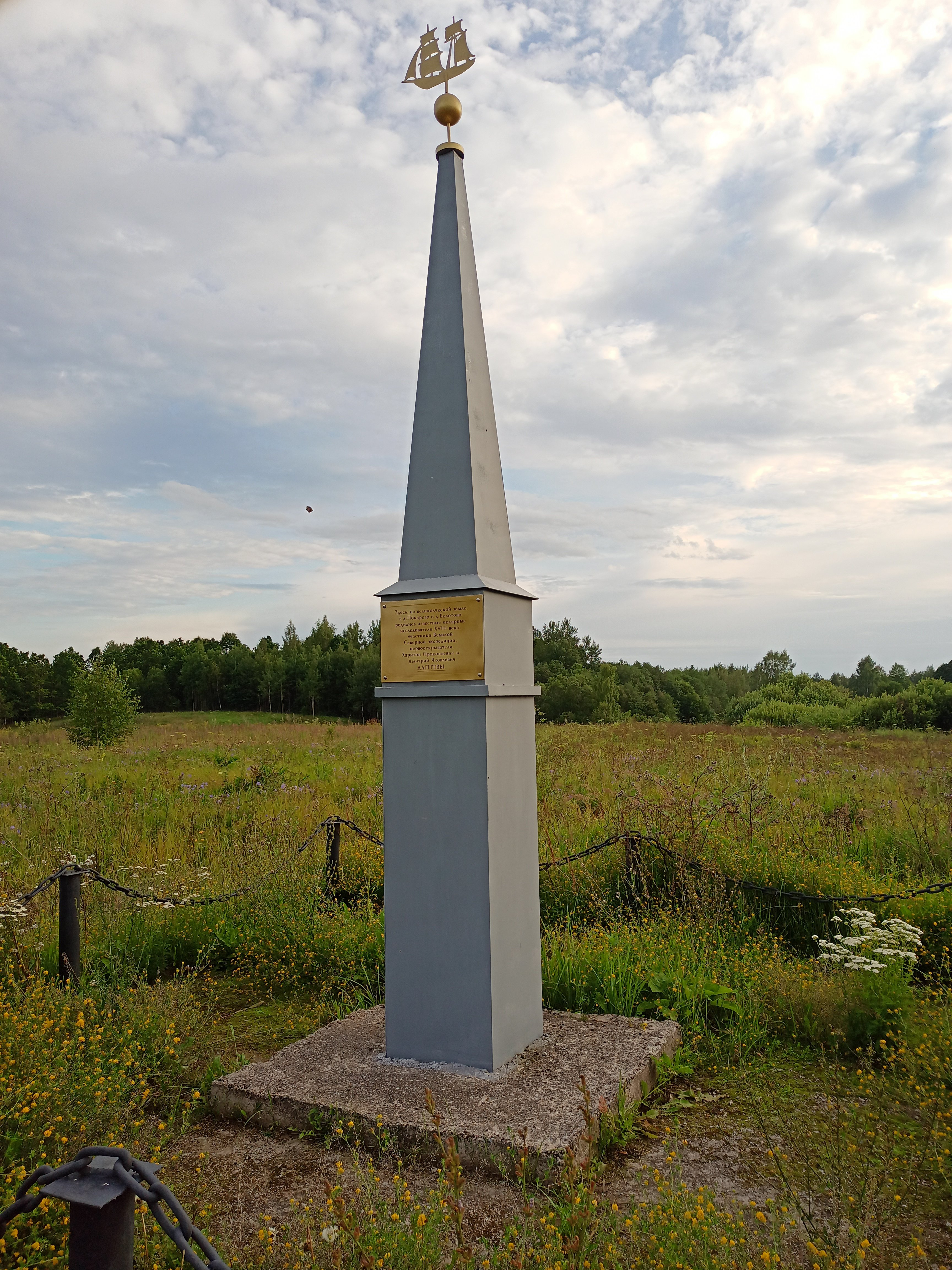
Общий вид памятника братьям Лаптевым в д. Покарёво Великолукского района. Фото Яковлева А.В. 30.07.2023г.

Его именем назван пролив (Пролив Дмитрия Лаптева), а в честь него и двоюродного брата Харитона Прокофьевича — Море Лаптевых, а также улица в городе Московском Новомосковского административного округа города Москвы.
В честь Д. Я. Лаптева назван мыс Лаптева (Восточно-Сибирское море, устье реки Колымы).
В честь братьев Лаптевых: Дмитрия и Харитона в дер. Покарёво Великолукского района Псковской области установлен памятник. 

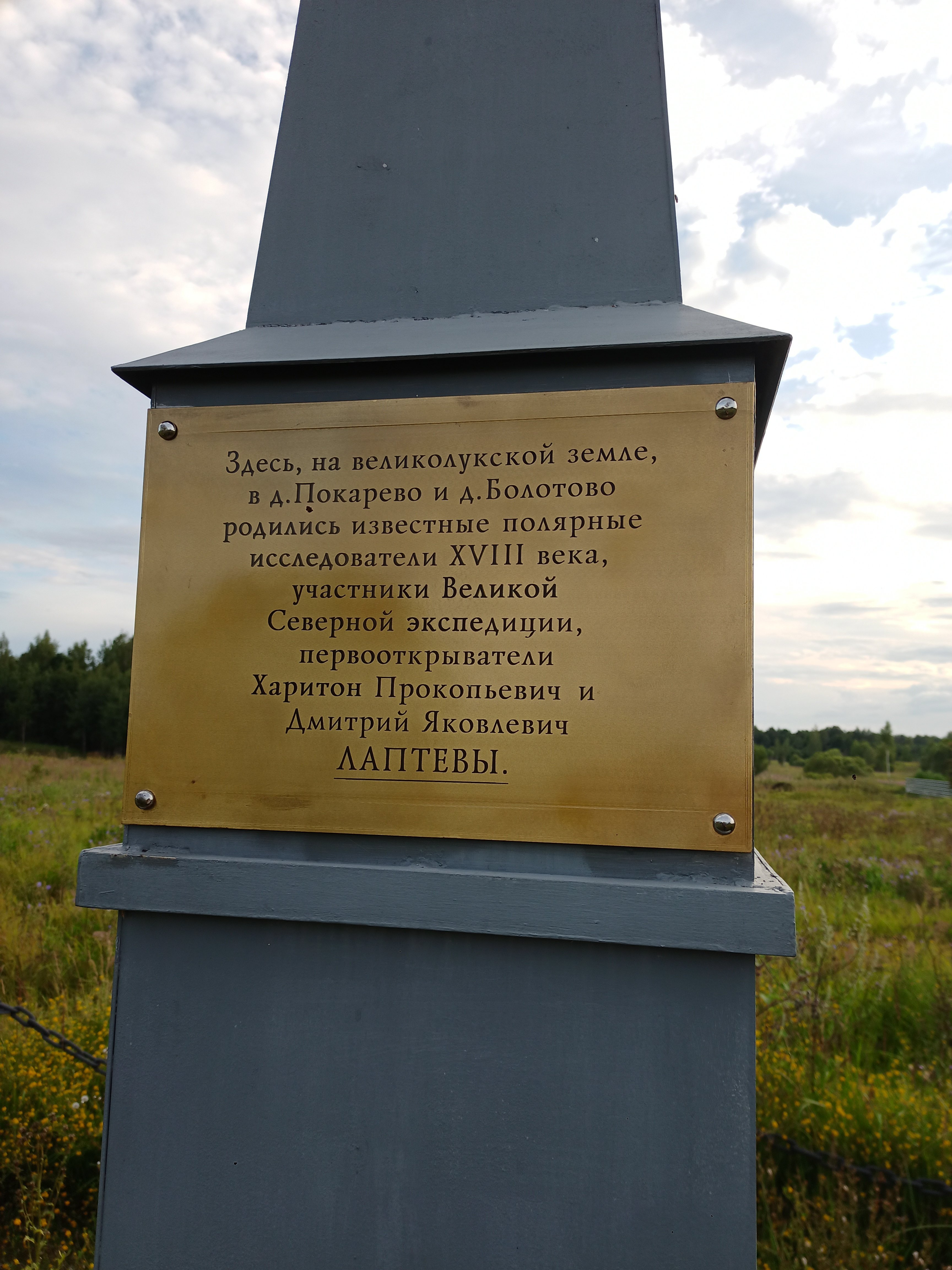
Фото таблички на памятнике братьям Лаптевым в д. Покарёво Великолукского района. Фото Яковлева А.В. 30.07.2023г.